# Betonica scardica
Betonica scardica ist eine Pflanzenart aus der Gattung der Betonien (Betonica) innerhalb der Familie der Lippenblütler (Lamiaceae). Sie kommt in Südosteuropa vor.

## Beschreibung

### Unterscheidung zu anderen Arten
Betonica scardica ist durch die filzige Behaarung (unter den Mikroskop als Sternhaare zu erkennen), die weißen Blüten, den oval-elliptischen Blattspreiten, und die am Stängel nicht kleiner werdenden Blätter von allen anderen europäischen Betonica-Arten grundlegend verschieden. Morphologisch am nächsten Verwandt ist Betonica betoniciflora aus Zentralasien.

### Vegetative Merkmale
Betonica scardica ist eine ausdauernde krautige Pflanze und erreicht Wuchshöhen von 30 bis 60, selten bis zu 90 Zentimetern. Sie bildet ein unterirdisches, knotiges Rhizom als Überdauerungsorgan aus. Der aufrechte bis aufsteigende Stängel ist besonders im oberen Teil dicht mit rückwärts gerichteten Gliederhaaren und filzigen Sternhaaren bedeckt (Indument). Die Laubblätter stehen in einer grundständigen Rosette zusammen. Die Laubblätter sind unterseits mit Sternhaaren filzig behaart. Die Grundblätter sind oval-elliptisch, zwei- bis drei-, selten viermal so lang wie breit, mit bis zu 3 Zentimeter langen Blattstiel, zur Blütezeit abgestorben. Die vier bis sieben Paare Stängelblätter sind länglich-elliptisch, grob gekerbt bis gesägt, an der Basis schwach herzförmig bis gestutzt; beiderseits dicht und filzig behaart, unterseits ausschließlich mit Sternhaaren besetzt; oberseits grün, unterseits graugrünlich.

### Generative Merkmale
Die Blütezeit reicht von Juni bis September. Der Blütenstand ist bis etwa 12 Zentimeter lang, die unteren Scheinquirle üblicherweise deutlich abgesetzt, obere Scheinquirl in einer gedrängten Scheinähre. Die Tragblätter sind schmal elliptisch, zugespitzt.
Die zwittrigen Blüten sind zygomorph und fünfzählig mit doppelter Blütenhülle. Die 9 bis 15 Millimeter langen, behaarten Kelchblätter sind vor allem im oberen Teil und an den 3 bis 5 Millimeter langen Kelchzähnen behaart. Die Blütenkrone ist weiß, selten rosafarben überlaufen. Die Kronröhre besitzt innen keinen Haarring. Die 15 bis 20 Millimeter lange Unterlippe besitzt dunkle purpurne bis violette Saftmale. Die Staubbeutel sind purpurfarben.
Die Teilfrüchte sind 2,5 bis 3,5 Millimeter lang und 1,5 bis 2 Millimeter breit.
Die Chromosomenzahl beträgt 2n = 16.

## Vorkommen
Betonica scardica kommt in Serbien, Bosnien, Albanien, Bulgarien, Nordmazedonien und Griechenland vor. Sie gedeiht in der montanen bis subalpinen Höhenstufe in Höhenlagen von 400 bis 2100 Metern. Betonica scardica besiedelt trockene Wiesen und Zwergstrauchgesellschaften, offene Nadelwälder; auf Kalk oder anderem Gestein, oft auf Serpentin.
Betonica scardica wird aus Serbien aus einem breiten Spektrum von wärmeliebenden Waldgesellschaften beschrieben: so aus wärmeliebenden Panzerkiefer-Wäldern wie dem Panzerkiefer-Herbstblaugras Wald (Pinetum heldreichii-Seslerietum autumnalis) oder verschiedenen Schwarzkieferassoziationen (Pinetum silvestris-nigrae).

## Taxonomie
Die Erstbeschreibung von Betonica scardica erfolgte 1844 durch August Grisebach in Specilegium Florae Rumeliacae et Bithynicae, 2, Seite 136. Grisebach sammelte diese Art im damaligen Osmanischen Reich auf und gab als Typuslokalität den Ljuboten an, dem östlichsten Hochgebirgsgipfel in der Šar Planina. Das Artepitheton scardica leitet sich von der lateinischen Bezeichnung Mons Scardus für die Šar Planina, dem Grenzgebirge zwischen „Mazedonien“ und dem Kosovo ab.
Die Syntypen befinden sich in Kew, in Philip Edmond Bossiers Herbarium of the Flora Orientalis in Genf, sowie in Göttingen.
Synonyme für Betonica scardica Griseb. sind: Stachys scardica (Griseb.) Hayek, Betonica graeca Boiss. & Spruner, Betonica officinalis var. cernagorae Beck & Szysz.